# Haninge kommun
59°11′N 18°9′Ø / 59.183°N 18.150°Ø
Haninge kommun  er en skærgårdskommune som ligger yderst på Södertörn i den sydlige del af Stockholms län. Hovedbyen er Handen (en del af Stockholm). Nabokommuner er Huddinge, Botkyrka, Tyresö, Värmdö og Nynäshamn.

## Administrativ historik
Ved kommunereformen i 1952  dannedes tre storkommuner i området: Västerhaninge, Dalarö og Österhaninge . Ved kommunereformen i 1971 blev  Västerhaninge og Österhaninge smmenlagt til Haninge kommun. 

## Byer
I kommunens nordlige del ligger byerne Handen, Vendelsö, Brandbergen, Norrby, Vendelsömalm og Vega, som er en del af Stockholm. 
Derudover ligger følgende byer i  Haninge kommun:
- Dalarö (T0132)
- Jordbro (T0200)
- Muskö (T0238)
- Väländan (T0402)
- Västerhaninge (T0404)

## Natur
I Haninge indgår et omfattende arkipelag med flere tusinde øer, holme, og skær, hvor nogle af de større er: Björnholmen, Utö, Ornö, Fjärdlång, Muskö, Kymendö og Huvudskär, samt halvøen og naturreservatet Gålö. I Haninge ligger også Tyresta Nationalpark med 55 km vandringsstier gennem uberørt vildmark. Syd for om bydelen Jordbro ligger et  lille naturreservat med navnet Gullringskärret. På linje i skovområdet Hanveden ligger Rudans-, Paradisets- og Tornbergets naturreservat. Totalt er der  17 reservater i kommunen.

## Kultur
Syd for  Jordbro ligger Jordbro gravfelt som anses for at være Nordens største fra ældre jernalder. Området var beboet allerede i stenalderen og har som synlig gravplads mindst været benyttet siden bronzealderen. De fleste af gravene er dog fra jernalderen og man ophørte med brugen af stedet med vikingetidens kristendom. På åsen området var der i middelalderen  en henrettelsesplads ved den såkaldte Galgstenen. 
I området omkring Tornberget, som med sine 111 moh. er det højeste punkt i Stockholms län, har man fundet et stort antal efterladenskaber efter flere tusind år gamle bosættelser. I det hele taget er Haninge rigt på fortidsfund, og i  farvandet ud for Dalarö findes et flere kendte skibsvrag som Riksäpplet, Dalarövraket, Ingrid Horn og Jutholmsvraket.

## Personer fra Haninge kommun
- Edvard Hugo von Zeipel († 1959)
- Ivar Lo-Johansson, arbejderforfatter, voksede op i Djurgårdsgrind († 1990)
- Lottie Knutson (1964-), journalist

## Eksterne kilder og henvisninger
1. ↑  Tätorter 2005, Statistiska meddelanden MI 38 SM 0601

- Haninge kommun
- Lyckebyskolan (Webside ikke længere tilgængelig)